# Straff- och arbetsfängelset å Långholmen och Stockholms stads södra kronohäkte för män församling
Straff- och arbetsfängelset å Långholmen och Stockholms stads södra kronohäkte för män församling var en församling i nuvarande i Stockholms stift i nuvarande Stockholms kommun. Församlingen uppgick 1889 i Maria Magdalena församling.

## Administrativ historik
Församlingen bildades omkring 1830 under namnet Södra korrektionsinrättningens församling och namnändrades på 1860-talet. Församlingen uppgick 1889 i Maria Magdalena församling. 